# Roger Gougenot des Mousseaux
Roger Gougenot des Mousseaux, dit aussi le chevalier Gougenot des Mousseaux, né le 22 avril 1805 à Coulommiers et mort le 5 novembre 1876 dans cette même ville, est un journaliste et écrivain polémiste français.

## Biographie
Roger est le fils d'Apolline Françoise Oudan de Blanzy et du chevalier Adrien Gougenot, seigneur de l'Île, des Mousseaux, de Mallerais, gentilhomme ordinaire de la Chambre des rois Louis XVI et Louis XVIII et capitaine au corps noble des hommes d'armes (Armée des Princes). Il est le petit-neveu de l'abbé Louis Gougenot, de Georges Gougenot de Croissy et le neveu par alliance de Jacques de Chambray.
Après ses humanités poursuivies au collège Stanislas à Paris, orphelin encore mineur, il succède à son père dans la charge de gentilhomme de la Chambre du roi Charles X. Destiné à la diplomatie, il voyage et se familiarise avec plusieurs langues.
Après les journées de juillet 1830, fidèle à la monarchie, il refuse de se rallier à la dynastie des Orléans et décide de se consacrer entièrement à l'étude, plus particulièrement à la démonstration de la vie surnaturelle diabolique. D'une grande foi chrétienne et doué d'une certaine intelligence, il entretient contact avec des spécialistes, dont le chevalier Drach, avant de coucher sur le papier le fruit de ses méditations. D'autre part, marié à mademoiselle Marie-Élisabeth-Constance Gossey de Pontalery, il gère le patrimoine et partage les soins de l'éducation des enfants : deux filles dont l'une deviendra religieuse au monastère de la Visitation à Paris et l'autre, Marie-Françoise-Sarah, épousera Philippe-Arthur, marquis de Saint-Phalle.
Catholique ultramontain, Gougenot des Mousseaux consacre plusieurs ouvrages à l'histoire de la magie, de l'ésotérisme, à la dénonciation des sociétés secrètes et de la franc-maçonnerie. Il est considéré comme l'un des précurseurs de l'antisémitisme de plume (Le Juif, le judaïsme et la judaïsation des peuples chrétiens, 1869) tel que le pratiquera, par exemple, Édouard Drumont (qui reconnaissait par ailleurs son influence). C'est aussi un légitimiste anti-libéral très opposé à l'orléanisme politique et dynastique (La Question des princes d'Orléans, 1872).
Son antijudaïsme chrétien connut une certaine postérité avec l'abbé Ernest Jouin et plusieurs polémistes du tournant du XIXe siècle qui se sont consacrés à la dénonciation de « complots juifs » ou de « complots judéo-maçonniques ».
Il a été traduit en allemand à la fin des années 1910 par Alfred Rosenberg.
Roger Gougenot des Mousseaux est un personnage du roman d'Umberto Eco, Le Cimetière de Prague.

## Publications
- Étude sur les Beth-El, Aux Bureaux de la Revue, 1843
- L'émancipation aux Antilles françaises, Paris, Dauvin et Fontaine, 1844
- Le Monde avant le Christ. Influence de la religion dans les États, ou Séparation et harmonie entre les institutions religieuses et les institutions politiques, Paris, P. Mellier, 1845 - réédité en 2005[2].
- Des Prolétaires, nécessité et moyens d'améliorer leur sort, Paris, Mellier frères, 1846.
- Dieu et les dieux, ou Un voyageur chrétien devant les objets primitifs des cultes anciens, les traditions et la fable, monographie des pierres dieux et de leurs transformations, Paris, Lagny frères, 1854 - réédité en 2005[3]
- Mœurs et pratiques des démons ou des esprits visiteurs, d'après les autorités de l'Église, les auteurs païens, les faits contemporains, etc., Paris, H. Vrayet de Surcy, 1854 - réédité en 2005[4].
- Essai généalogique sur la maison de Saint-Phalle, d'après monuments et d'après titres existant encore, Notices sur un grand nombre de maisons, Coulommiers, A. Moussin, 1860.
- La Magie au dix-neuvième siècle, ses agents, ses vérités, ses mensonges, précédée d'une lettre adressée à l'auteur par le P. Ventura de Raulica, Paris, H. Plon, 1860 - lire sur Gallica.
- Les Médiateurs et les moyens de la magie, les hallucinations et les savants ; le fantôme humain et le principe vital, Paris, H. Plon, 1863 - réédité en 2005[5].
- Les Hauts Phénomènes de la magie, précédés du Spiritisme antique, Paris, H. Plon, 1864 - lire sur Gallica, réédité en 2005[6].
- Mœurs et pratiques des démons ou des esprits visiteurs, d'après les autorités de l'Église, les auteurs païens, les faits contemporains, etc., Paris, H. Plon, 1865.
- Le Juif, le judaïsme et la judaïsation des peuples chrétiens, Paris, H. Plon, 1869 ; 2e édition publiée par Charles Chauliac, Paris, F. Wattelier, 1886 - réédité en 2005[7].
- La Question des princes d'Orléans, Paris, F. Wattelier, 1872.

## Distinctions
- Commandeur de l'ordre de Pie IX